# Paidia cinerascens
Paidia cinerascens là một loài bướm đêm thuộc phân họ Arctiinae, họ Erebidae.